# Peter Kazadi
Pour les articles homonymes, voir Kazadi.
Peter Kazadi Kankonde est un homme politique de la république démocratique du Congo, membre de l'Union pour la démocratie et le progrès social (UDPS).
Kazadi est vice-Premier ministre et ministre de l'Intérieur, de la Sécurité et des Affaires coutumières du gouvernement Lukonde II de mars 2023 à juin 2024.

## Biographie
Peter Kazadi est avocat.
Après l'accession de Félix Tshisekedi à la présidence après l'élection de 2018, Kazadi devient un proche conseiller du président. Il est officiellement directeur de cabinet adjoint (le directeur de cabinet est Deo Kadia). Kazadi devient ensuite conseiller juridique de Tshisekedi.
En décembre 2022, Kazadi est accusé par le juge Laurent Batubenga Ilunga, président du tribunal de commerce de Lubumbashi, d'avoir fait pression sur lui pour nuire à Moïse Katumbi, un homme politique qui a l'intention de se présenter à l'élection présidentielle prévue pour décembre 2023 contre Tshisekedi,.
Le 24 mars 2023, Peter Kazadi est nommé vice-Premier ministre et ministre de l'Intérieur, de la Sécurité et des Affaires coutumières du gouvernement Lukonde II, en remplacement de Daniel Asselo Okito Wankoy.
Lors des élections législatives du 20 décembre 2023, Peter Kazadi est élu député national du district de Mont-Amba dans la ville-province de Kinshasa.
Kazadi est aussi élu à l'assemblée provinciale de Kinshasa dans la circonscription de Lemba lors des élections de 2023 mais préfère siéger à l'Assemblée nationale. Son suppléant Steve Mulumba Kongolo siège donc à l'assemblée provinciale.
Kazadi n'est pas reconduit dans le gouvernement Suminwa et est remplacé par Jacquemain Shabani.